# أوبريدن
أوبريدن (بالألمانية: Oberrieden) هي بلدية سويسرية تتبع لمقاطعة هورغن في كانتون زيورخ. تبلغ مساحتها 2.76 كيلومتر مربع.